# Пахомов Юрій Миколайович
Ю́рій Микола́йович Пахо́мов (15 липня 1928, Кунгур, Пермська область, РРФСР  — 22 жовтня 2014, Київ, Україна)  — український економіст, доктор економічних наук, професор, академік НАН України, автор понад 350 наукових праць, зокрема 32 монографій. Член ЦК КПРС у 1990—1991 роках.

## Біографія
1953 року закінчив юридичний факультет Київського державного університету імені Шевченка. Член КПРС з 1953 року.
У 1955—1960 роках — старший викладач Слов'янського державного педагогічного інституту Сталінської (Донецької) області.
У 1960—1962 роках — аспірант Київського інституту народного господарства.
У 1962—1964 роках — старший інспектор Міністерства вищої освіти Української РСР.
З 1964 року — старший викладач Київського інституту народного господарства. У 1966—1969 роках — завідувач кафедри політекономії Київського інституту інженерів цивільної авіації.
У 1970—1976 роках — завідувач відділ, а в 1979—1980 роках — заступник директора і завідувач сектора Інституту економіки АН УРСР.
З 1975 року — професор, завідувач кафедри Київського інституту народного господарства.
У 1980—1987 роках — ректор Київського інституту народного господарства.
У 1987—1988 роках — заступник директора Інституту філософії АН УРСР.
У 1988—1991 роках — академік-секретар відділення економіки АН УРСР.
У 1990—1991 роках — директор Інституту соціології НАН України. З 1992 по 2013 рік — директор Інституту світової економіки і міжнародних відносин НАН України.
Лауреат Державної премії України в галузі науки і техніки (2002), премії ім. М.І. Тугана-Барановського НАН України (1999, спільно з С.Б. Кримським та Ю.В. Павленком) та ін.
Помер 22 жовтня 2014 року.

## Погляди
Вчений добре знався на проведенні реформ в Україні після здобуття незалежності, та вважав, що їх починали робити люди, які, складалось враження, зовсім не знали країну і, оголошуючи себе, так званими "риночниками", діяли вони по-більшовицьки, не рахуючись з еволюційною природою ринкових процесів. Це проявилось, в першу чергу, у зламі регулюючих функцій держави без заміни їх чимось іншим. Як дослідник, Юрій Миколайович знав, що успіх у перехідних економіках залежить від першочергового проведення інституціональних та структурних перетворень, ніж від лібералізації, її непідкріпленості інституціональними скріпами та конкурентним середовищем. Як зазначає про вченого у своїй книжці Ігор Шаров, він був переконаний, що в Україні зволікали та бездіяли там, де потрібно було діяти швидко і рішуче і максимально використати стартовий потенціал. "Це стосувалося, - казав вчений, розчистки індустріального мотлоху, сприяння малому бізнесові, формування українських ТНК на здоровій основі, перегрупування робочих місць, формування ринкових інститутів".

## Нагороди
- орден Дружби народів
- орден «Знак Пошани»
- орден «За заслуги» ІІІ ступеня
- Державна премія України в галузі науки і техніки (2002)
- Премія НАН України імені М. І. Туган-Барановського (1999)
- Заслужений працівник вищої школи Української РСР